# (2807) Karl Marx
(2807) Karl Marx – planetoida z pasa głównego planetoid okrążająca Słońce w ciągu 4 lat i 244 dni w średniej odległości 2,79 j.a. Została odkryta 15 października 1969 roku w Krymskim Obserwatorium Astrofizycznym w Naucznym na Półwyspie Krymskim przez Ludmiłę Czernych. Nazwa planetoidy pochodzi od Karola Marksa (1818-1883), niemieckiego filozofa i działacza rewolucyjnego. Przed jej nadaniem planetoida nosiła oznaczenie tymczasowe (2807) 1969 TH6.